# HANZO (シンガーソングライター)
HANZO（ハンゾー）は、日本のシンガーソングライター。島根県安来市出身。所属レコード会社はテイチクエンタテインメント。血液型はA型。

## 経歴
30代の時に1型糖尿病を発症して入退院を繰り返して以降、一念発起し歌手活動を始める。
2010年9月1日、ユニバーサルシグマからシングル『てっぺん』でメジャーデビュー。
2018年4月29日、京セラドーム大阪で開催されたプロ野球オリックス・バファローズ対福岡ソフトバンクホークス戦で自身初の国歌斉唱を務める。
2022年9月15日のオリックス・バファローズ対北海道日本ハムファイターズ戦での国歌斉唱では、「苔のむすまで」以降の音程のキーを上げた歌唱を行い、インターネット上で注目を集めた。

## 人物
- 地元である島根県を題材とした楽曲を多数歌っている[5]。
- 島根県の「遣島使」（しまねふるさと親善大使）、安来市の「ふるさと観光大使」、出雲市の「観光大使」などに就任[5]。

## ディスコグラフィー

### シングル
1. 心花（2004年）
2. インスリン依存症（2005年）
3. てっぺん（2007年）
4. 秩父札所の赤とんぼ（2008年）
5. てっぺん（2010年9月1日）ユニバーサルミュージックシグマより
6. スサノオ〜愛の神〜（2012年3月10日）
7. あだん〜この街安来〜（2012年7月25日）
8. くちびるの花 C/W人生なんて…ね（2013年8月20日）
9. あったかいんだな（2014年4月23日）日本コロンビアより
10. せつないね（2016年6月15日）
11. 東京ダンシングナイト　C/W　眠りつく・・まで（2018年1月17日）テイチクレコードより
12. 駅から徒歩5分（2018年8月15日）テイチクレコードより ※東てる美とのデュエット曲
13. 人生の晩歌　C/W　HEY！HONEY（2018年10月17日）テイチクレコードより
14. 人生の挽歌　C/W　君はかわらず～愛を込めたバラードを～ Bタイプ（2019年12月11日）テイチクレコードより
15. Treasure of life〜人生の宝物〜　C/W　傷跡（2020年9月16日）テイチクレコードより
16. 大海原シングルバージョン C/W 疲れた天女（2022年7月20日）テイチクレコードより
17. 大海原シングルバージョン C/W Moon Light Memory (Bタイプ)（2022年12月14日）テイチクレコードより
18. 風の歌 C/W がんばって！～この指とまれ～（2024年1月17日）テイチクレコードより
19. 寒い夜は C/W 赤く(2024年11月20日）テイチクレコードより

### アルバム
1. history13（2011年8月1日)
2. それぞれのてっぺん（2015年3月1日）
3. HANZO BEST&KARAOKE（2019年10月16日）
4. HANZO Best2（2020年10月21日）
5. Treasure of Songs（2022年1月19日）

## 楽曲提供
- 東てる美「60にして」「揺れる満月」（2017年）[6]
- パク・ジュニョン「海に語りて」「昼も夜も真夜中も」「夕霧挽歌」(2020年) /「風の吐息」「街は黄昏」「酒よ今夜は」(2021年)
- 花咲ゆき美「雨の港駅」「お店噺し」(2024年)
- 織田みさ穂「あなたの風に吹かれていたい」「月を追いかけて」(2024年)